# Список серий телесериала «Ликвидация»
Список серий телесериала «Ликвидация» содержит краткое описание содержания серий этого российского телесериала, вышедшего на экраны в России в 2007 году.

## 1 серия
Одесса, послевоенный 1946 год. Страна начинает восставать из руин, но остаётся одна проблема — уголовный мир. Ночь. Работники Одесского Уголовного Розыска проводят операцию по захвату банды Сеньки Шалого. Руководит операцией подполковник Давид Гоцман — начальник отдела УГРО по борьбе с бандитизмом. Семья Гоцмана погибла во время войны, единственные близкие — два друга: лётчик Марк, контуженный на фронте, и Фима Петров по кличке «Полужид» — бывший вор-карманник, вплотную сотрудничающий с уголовным розыском. Фима раскалывает Сеньку Шалого, и тот признаётся, где его люди спрятали награбленное. Фима и Гоцман находят при помощи беспризорника Мишки Карася схрон с тысячей комплектов военного обмундирования. Гоцман докладывает обо всём в военную прокуратуру. В эту же ночь к схрону подъезжает грузовик, из которого выходит человек в форме капитана Советской Армии. Охранник требует у капитана документы, но тот берёт инициативу в свои руки и требует того же у последнего. В момент, когда один из охранников всё же предъявляет документы, неизвестный капитан расстреливает охрану.

## 2 серия
Свидетелем последних событий становится Мишка Карась. Ему удаётся позвать на помощь УГРО. Гоцман и его люди гонятся за грузовиком. В конечном итоге мнимый капитан (бандит по кличке Чекан) взрывает грузовик с обмундированием и уходит. За расследование дела берётся Фима. Он узнаёт, что преступники при похищении обмундирования использовали поддельные накладные. Гоцман впервые за 4 года отмечает день рождения и знакомится с Норой, соседкой Фимы. Фима передаёт Гоцману поддельную накладную, которую в финальной сцене серии вновь похищает.

## 3 серия
При попытке выявить изготовителя поддельных накладных гибнет Фима, и дело приобретает для Гоцмана особое значение; теперь это уже не просто расследование, а месть за друга. Давид встречается с ворами и обещает «каждого второго лично задушить», если не найдут убийцу его друга Фимы. Воры дают сведения о Чекане, который работает на некоего «Академика».

## 4 серия
Сведения об «Академике» есть у контрабандиста по прозвищу «Седой грек». Он же подтверждает, что виделся с Чеканом. Люди Гоцмана его арестовывают, но по дороге в трамвае его убивает человек Чекана. Чекан вместе с бандитами пытается вывезти со склада оружие, но прокалывается на паролях, введённых главным интендантом Одесского военного округа Воробьёвым, однако банде удаётся вырваться  с боем. Вскоре интендант Воробьёв погибает от рук Чекана. К следствию присоединяется Виталий Кречетов, майор военной прокуратуры.

## 5 серия
Чекан с любовницей, наводчицей Идой Кашетинской, пытается отплыть в Турцию вместе с контрабандистами. Штехель и Толя Живчик задерживают его и дают задание распродать ворам большую партию оружия, чтобы руками воров бороться с Советской властью. В результате Одессу захлёстывает волна убийств и грабежей. В это время маршал Жуков назначается на должность командующего войсками Одесского военного округа и с присущей ему жёсткостью и прямолинейностью пытается сразу расправиться со всей преступностью послевоенной Одессы. Не до конца продуманные попытки уничтожить преступность одним махом скорее мешают, чем помогают. Давид Гоцман возражает против подобных методов и даже сравнивает Жукова с фашистами — за это Гоцмана арестовывают и обвиняют в участии в антисоветском заговоре.

## 6 серия
Дело об антисоветском заговоре закрывают, Гоцмана отпускают. Давид становится свидетелем побега Мишки Карася из приюта, куда его он устраивал. Понимая, что в приюте Мишке лучше не станет, Гоцман принимает решение усыновить его. В город приезжает любимый всей Одессой Леонид Утёсов. На его выступление собираются все: офицеры контрразведки, мирные граждане и воры. Однако приезд Утёсова является лишь частью операции, проводимой контрразведкой по приказу Жукова. Воров, пришедших послушать Утёсова, арестовывают прямо на концерте, а в это время в Одессе начинаются бандитские погромы, организованные сообщниками Академика.

## 7 серия
Гоцман узнаёт местонахождение Чекана. Его выдал Сенька, за что его убивают. У дома Чекана завязывается перестрелка, но ему удаётся уйти. В доме находят Родю. Его забирают в УГРО, где Арсенин пытается лечить его от полученной травмы. Из дома Чекана раздаётся звонок от дежурящих там капитана Якименко и майора Довжика. Гоцман и Кречетов направляются туда, спрятав Родю в шкаф и оставив приглядывать за ним ефрейтора Охрятина. Вызов оказывается ложным. Возвратившиеся Гоцман и Кречетов обнаруживают убитого Родю и подозревают во всем Охрятина. Но предателем оказывается рядовой Лужов, задушивший Родю шнурком от нательного крестика. При аресте  в здании УГРО Лужов оказывает сопротивление и пытается бежать, но его убивает капитан Якименко. Поиски Академика обостряются.

## 8 серия
В Одессе появляется некий Виктор Платов — бывший карточный шулер и командир взвода, в котором Гоцман служил во время войны. Давид Маркович освобождает авторитетных воров с условием, чтобы те сделали всё для прекращения погромов и грабежей. Воры соглашаются. Гоцман в грубоватой манере приглашает Нору на свидание, но она не приходит. Майор Довжик идёт на некую тайную встречу, отдавая бандитам свое табельное оружие.

## 9 серия
На Гоцмана совершают покушение — в его квартире происходит взрыв. Однако он ночует у Кречетова, а при взрыве квартиры погибает его дальний родственник из Гораевки. Контрразведка организует операцию под кодовым названием «Маскарад»: каждую ночь переодетые в штатское офицеры контрразведки ходят по городу и проводят отстрел бандитов «на живца». Из Москвы, где ему делали операцию, возвращается сосед Гоцмана Марк. Военврач Арсенин сообщает Гоцману, что Марк что-то знает про убийство Фимы, но не может сказать. Подозрение Гоцмана падает и на врача. Нора не отвечает на ухаживания Гоцмана и собирается тайком уехать из Одессы, однако ей это не удаётся. В ходе откровенного разговора она признаётся Гоцману, что её имя не Нора, и она вдова следователя НКВД, которого расстреляли перед войной. Гоцман её не отпускает, и Нора остаётся в Одессе.

## 10 серия
Майор Довжик приводит Гоцмана к старому эзотерику, который говорит, что Академик — это человек, который во время войны находился в Одессе и проходил обучение в немецкой разведшколе, а сейчас служит в органах. Также эзотерик составляет краткий психологический портрет Академика. Под подозрение попадают практически все: старший оперуполномоченный майор Довжик, военврач Арсенин, майор прокуратуры Кречетов, капитан Якименко. Операция «Маскарад» идёт полным ходом — каждую ночь по приказу Жукова отстреливают от 60 до 100 бандитов; стрелков задерживает милиция, на допросах они молчат, а потом приходит приказ отпустить их. Гоцман понимает, что эти отстрелы организованы Жуковым и контрразведкой. Коллеги Гоцмана помогают ему восстановить сожжённую квартиру. В ходе беседы военврач Арсенин случайно узнаёт, что майор прокуратуры Кречетов врёт и не был на 2-м Белорусском фронте.

## 11 серия
На следующий день врач Арсенин не является на работу. Выясняется, что он пропал без вести. Гоцман подозревает майора Кречетова. Тот признаётся, что не был на 2-м Белорусском фронте и во время войны находился в одесском подполье, а факты, указывающие на то, что Кречетов и есть «Академик», направляет на Гоцмана. Начальник контрразведки Чусов подтверждает информацию об одесском подполье. Становится ясна цель Платова — встреча с «Академиком».

## 12 серия
Становится ясно, что таинственный немецкий диверсант и спецагент, руководитель антисоветского подполья в Одессе «Академик» — не кто иной, как майор, заместитель военного прокурора Одесского военного округа Виталий Егорович Кречетов. Он встречается со Штехелем и даёт ему указание: избавиться от его племянника, который следил за ним. Лёня Тишак упорно разыскивает пропавшего Арсенина, но все усилия тщетны. Начальник Гоцмана полковник Андрей Остапович Омельянчук, используя свои полномочия, объявляет Нору и Давида мужем и женой. Операция «Маскарад» завершается, отстрел воров прекращается. Гоцман предлагает Чусову план накрытия банды «Академика» разом. Платову устраивают проверку, но он расстреливает проверяющих. Чусов знакомит Жукова с планом, в результате чего Гоцман снова в тюрьме.

## 13 серия
Кречетов рассказывает Норе и Мишке об аресте Гоцмана. Нору арестовывают в присутствии Кречетова. Академик велит Штехелю дать задание Платову (с целью проверки последнего) — убить приемного сына Гоцмана. Чекан и Толя Живчик прибывают на место и наблюдают за действиями Платова. Отстреливаясь от милиционеров, Платов увозит Мишку на машине. Маршал Жуков объявляет во всеуслышание о начале военных учений в Молдавии. Академик, для которого это шанс захватить Одессу, говорит Платову: «Если захватим Одессу у „Маршала Победы“ даже на один день, за это Сталин расстреляет Жукова, когда узнает об этом. А это уже результат! Все узнают, что мы (борцы с Советской властью) существуем, что мы реальная сила! Кто знает, может, вслед за нами полыхнёт и по всей Украине». Платов встречается с Академиком и, как представитель «центра», принимает план главаря банды по захвату Одессы. Тоня Царько, из ревности последовавшая за Кречетовым, подслушивает его разговор с Чеканом и понимает, кем на самом деле является Кречетов.

## 14 серия
Академик случайно убивает Тоню, когда та рассказывает ему, что следила за ним и видела вместе с Чеканом. Захват Одессы идёт полным ходом, и Платов принимает в нём активное участие, на самом деле являясь участником операции советских спецслужб. Выясняется, что арест Гоцмана был инсценирован. Бандитов арестовывают отряды контрразведки; Чекану удаётся бежать. Раненый, преступник пытается сбежать из Одессы вместе с подручными Академика, Идой и Штехелем, но контрабандисты убивают его и двух последних. Гоцман предпринимает неудачную попытку арестовать Кречетова, но тот убивает милиционеров, вырубает Гоцмана и связывает ему руки за спиной. Между Академиком и людьми Гоцмана происходит перестрелка, в ходе которой Кречетов признаётся Гоцману в том, что он убил Фиму, Арсенина (тело утопил в море, но где неизвестно), стоял за убийством Роди, а также за похищением Мишки Карася, на что Гоцман отвечает: «Платов — мой комвзвода, с Мишки даже волос не упал». Между тем Платов получает ранение во время захвата одной из групп бандитов на въезде в Одессу (те переоделись в советскую военную форму), но остается жив.
Кречетов также признается в том, что всегда ненавидел Советскую власть. Он говорит бывшему другу: «Вы всё время воюете, а когда не воюете — друг друга убиваете, чужое делите». Остановив перестрелку, Кречетов выходит, используя Гоцмана как щит. Освободившийся Гоцман сбрасывается вместе с Академиком с большой высоты. Кречетов тяжело ранен, его арестовывают сотрудники милиции. В последней сцене фильма Гоцман приезжает в интернат к Мишке, из машины выходят Нора и его друзья-сослуживцы и бегут к нему.